# FC Perpignan
Der Football Club Perpignan oder kurz FC Perpignan ist ein französischer Fußballverein aus Perpignan in Nordkatalonien. Nach einer Fusion tritt er mittlerweile als FC Canet Roussillon an.
Die Vereinsfarben sind Himmelblau und das katalanische Gelb-Rot. Heutzutage tritt die Männermannschaft im Stade Saint-Michel des benachbarten Canet-en-Roussillon an, das über eine Kapazität von knapp 3.500 Zuschauerplätzen verfügt.

## Geschichte
Gegründet wurde der Verein 1934 als Club Olympique Perpignanais. Bis um 1950 war er in der Stadt nur die Nummer 2 hinter den Fußballern der hauptsächlich durch ihre Rugby-Sparte bekannten Union Sportive Arlequins, die Mitte der 1940er Jahre sogar in der professionellen zweiten Division antraten. Der CO hingegen stand lediglich 1944 einmal in der landesweiten Hauptrunde des Pokalwettbewerbs, trat dort aber zu seinem Spiel in Grenoble nicht an. Nach einem dreijährigen Intermezzo als Stade Olympique Perpignanais (1949–1952) erfolgte 1952 die Umbenennung in FC Perpignan. Es schlossen sich die sportlich erfolgreichen Jahre des Klubs an (siehe Abschnitt hierunter), in denen die Fußballer sich das 13.000 Zuschauer fassende städtische Stade Jean-Laffon mit den Rugbyspielern der USAP teilten. Als allerdings der französische Fußballverband dem FC nach Ende der Saison 1958/59 „überraschenderweise die Profilizenz entzog“, verschwand der Verein – und mit ihm höherklassiger Fußballsport in nahezu der gesamten Region – für mehr als ein Vierteljahrhundert in den Niederungen unterer Amateurspielklassen auf Départementsebene.
Erst in der zweiten Hälfte der 1980er Jahre setzte die Rückkehr des FC Perpignan in den landesweiten Ligabetrieb ein; 1986 stieg er in die dritte, 1991 in die zweite Division auf, in der er fünf der folgenden sechs Jahre vertreten war. Am Ende der Spielzeit 1996/97 musste er sich einem gerichtlichen Insolvenzverfahren unterziehen und wurde aufgelöst. Obwohl der FC sportlich, wie schon 1959, nicht abgestiegen war, begann für seinen umgehend neu gegründeten Nachfolger Sporting Perpignan Roussillon die nächste Saison in der vierten Liga, und dessen Weg führte im frühen 21. Jahrhundert sogar noch tiefer. 2001 in Perpignan Football Catalan umbenannt, fusionierte der Verein 2002 mit dem FC Canet 66; der daraus entstandene Perpignan Canet FC war bis 2014 nicht wieder in den landesweiten Amateurspielbetrieb (CFA oder wenigstens CFA 2) zurückgekehrt. 2014 erfolgte die erneute Umbenennung in Canet Roussillon FC, der seit 2019 sogar in einer Staffel der vierthöchsten Liga antritt, die mittlerweile National 2 heißt.

## Ligazugehörigkeit und Erfolge
Profistatus hat der FC Perpignan von 1952 bis 1959 und von 1994 bis 1997 besessen; in der höchsten französischen Liga hat er bisher noch nie gespielt, gehörte aber während dieser zehn Jahre – und dazu auch noch von 1991 bis 1993 – der zweiten Division an. Seine besten Platzierungen darin waren jeweils ein achter Rang 1954 und 1996, als die D2 in einer Gruppe mit 20 bzw. 22 Mannschaften spielte, beziehungsweise Rang 7 1991/92 (D2 in zwei Gruppen mit je 18 Teilnehmern). Bei Spielen gegen besonders attraktive Gegner wie Olympique Marseille oder den FC Toulouse füllten beispielsweise in der Saison 1995/96 bis zu 10.000 Besucher das Stade Jean-Laffon.
2020/21 tritt der Nachfolger CRFC im viertklassigen National 2 an.
Im Pokalwettbewerb um die Coupe de France haben es der FCP beziehungsweise seine nachfolgenden Fusionen nach 1944 – seinerzeit noch als CO Perpignan – noch auf zwölf weitere Hauptrundenteilnahmen gebracht, die bis in die Gegenwart (2021) bisher letzte 2021. Dies gelang ihm im Wesentlichen in den 1950er und 1990er Jahren, also der Zeit, in der der Klub in der Division 2 spielte. Bei drei Austragungen brachten die Katalanen es bis ins Sechzehntelfinale (1954, 1955 und 1959), in der Saison 1956/57 sogar bis unter die besten 16 Mannschaften des Landes (Achtelfinale). Dabei gelang dem FC Perpignan im Sechzehntelfinale gegen Olympique Marseille in Sète – Pokalspiele wurden in jenen Jahren generell auf neutralem Platz ausgetragen – ein 2:1-Erfolg, und auch in der folgenden Runde hielt Perpignan gegen Girondins Bordeaux beim knappen 0:1 lange mit. Zwei Jahre darauf schaltete Perpignan, diesmal in Carcassonne, erneut Marseille aus dem Wettbewerb aus, und wieder lautete das Endergebnis 2:1. 2020/21 traf der Canet Roussillon FC im Sechzehntelfinale ein weiteres Mal auf Olympique Marseille; diese Begegnung wurde in Perpignan ausgetragen, und der drei Klassen tiefer spielende Gastgeber gewann sie mit 2:1, erreichte anschließend sogar das Viertelfinale.

## Bekannte ehemalige Spieler und Trainer
- Jean Avellaneda, Trainer 1950–1956
- Jean-Pierre Carayon, Trainer 1985–1997
- Robert Dewilder, Trainer 1996/97
- Lassina Diabaté, ivorischer Nationalspieler, 1994–1997 beim FCP
- Roman Jakóbczak, polnischer Nationalspieler, 1979/80 beim FCP
- César Rodríguez, Spieler 1955–1957
- Jules Sbroglia, ab Mitte der 1980er Trainer und Sportdirektor
- Pierre Sinibaldi, Trainer 1956–1959